# Hemicyonidae
Los hemiciónidos (Hemicyonidae) son una familia extinta de carnívoros prehistóricos que vivieron entre el Oligoceno superior y el Plioceno. Se han encontrado sus fósiles en Europa, Asia y Norteamérica.
En España, los últimos hemiciónidos conocidos son Phoberocyon hispanicus de Loranca de Tajuña y Zaragocyon daamsi de Cetina.

## Morfología
De unos 2,2 m de alto, con unas proporciones similares a un tigre pero con cabeza y dientes más parecidos a los de los perros.